# Rumours (film)
Rumours is een Duits-Canadese zwarte komedie uit 2024, geschreven en geregisseerd door Guy Maddin, Evan Johnson en Galen Johnson. De hoofdrollen worden vertolkt door Cate Blanchett en Alicia Vikander.

## Verhaal
Wereldleiders komen samen tijdens de G7 maar geraken niet tot een akkoord terwijl ze proberen een gezamenlijke verklaring op te stellen.

## Rolverdeling
| Acteur           | Personage        |
| ---------------- | ---------------- |
| Cate Blanchett   | Hilda Ortmann    |
| Alicia Vikander  | Celestine Sproul |
| Charles Dance    | Edison Wolcott   |
| Roy Dupuis       | Maxime Laplace   |
| Denis Ménochet   | Sylvain Broulez  |
| Nikki Amuka-Bird | Cardosa Dewindt  |
| Rolando Ravello  | Antonio Lamorte  |
| Takehiro Hira    | Tatsuro Iwasaki  |
| Zlatko Burić     |                  |

## Productie
Rumours is een Canadese en Duitse coproductie, met financiering van Telefilm Canada, Manitoba Film & Music, Orogen Entertainment Ltd. en Minnow Productions, in samenwerking met ZDF/ARTE. De film wordt geproduceerd door Liz Jarvis voor Buffalo Gal Pictures, Philipp Kreuzer voor Maze Pictures en Lars Knudsen voor Square Peg. Guy Maddin werkt opnieuw samen met Evan Johnson en Galen Johnson. Het trio werkte eerder samen aan de speelfilm The Green Fog uit 2017. Cate Blanchett voegde zich in oktober 2023 bij de cast en in januari 2024 werd de rest van de cast, met onder andere Alicia Vikander, bekendgemaakt.
De filmopnames gingen op 9 oktober 2023 van start en er werd gefilmd in Hongarije en Winnipeg, Canada.

## Release
Rumours ging op 18 mei 2024 in première op het Filmfestival van Cannes buiten competitie.